# Gina Austin (Home and Away)
Georgina "Gina" Holden-Palmer (apellido de soltera: Holden, previamente: Austin) es un personaje ficticio de la serie de televisión australiana Home and Away, interpretada por la actriz Sonia Todd del 26 de enero del 2009 hasta el 18 de abril del 2013.

## Biografía
Gina apareció por primera vez en Summer Bay en el 2009 junto a sus hijos Xavier Austin, Hugo Austin y Brendan Austin, quien sufre autismo. para asistir al funeral de su sobrino Jack Holden. 
Después de la muerte de Jack y al va su hermano destrozado Gina decidió quedarse para apoyarlo, durante ese tiempo platicaron de como Jack y Hugo pretendían ser Batman y Superman cuando eran niños y le dijo que debería sentirse orgulloso por haber criado a dos maravillosos jóvenes. 
Al inicio la relación entre Gina y su hijo menor Xavier era tensa ya que Xavier estaba resentido hacia ella por haberlo obligado a romper con su novia Freya y por hacerlo asumir la responsabilidad del cuidado de su hermano mayor Brendan, quien sufre de problemas de aprendizaje, por lo que Gina le dijo que estaba muy orgullosa de él.
Durante el funeral de Jack, su hijo mayor, Hugo apareció por lo que quedó encantada al tener a sus dos hijos, sin embargo Xavier no estaba contento ya que también le tenía resentimiento por haberlos abandonado a él, su madre y a Brendan. Cuando la tensión entre Hugo y Xavier creció Gina se molestó e hizo lo posible para que se reconciliaran, luego Gina decidió quedarse de forma permanente en Bay con Hugo pero poco después decidió irse para cuidar de Brendan.
Meses después Gina regresó con Brendan para que pudiera visitar a sus hermanos y quedó feliz al ver que Brendan era feliz de nuevo ya que había extrañado a su hermano Xavier, también quedó encantada al ver que su hermano Tony Holden estaba a punto de casarse con Rachel Armstrong, sin embargo estaba preocupada de la reacción que tuviera Brendan al conocer a Rachel y Martha MacKenzie - Holden ya que se ponía nervioso cuando lo tocaban extraños, sin embargo sus temores desaparecieron cuando Brendan las abrazó de inmediato y las aceptó como miembros de su familia.
Sin embargo cuando el momento de dejar Bay llegó Brendan no quería irse y acabó peleando con Gina, quien terminó en el piso y con un tobillo roto, cuando Hugo quiso que ella y su hermano se quedaran en la bahía con él y Xavier, Gina no estaba de acuerdo, sin embargo luego de hablar con ella aceptó.
Gina regresó de nuevo a Bay para la boda de Tony y Rachel y poco después descubrió que Brendan había sido el culpable del accidente de Leah Patterson - Baker y Roman Harris, que ocasionó que Roman quedara ciego y que Xavier lo estaba encubriendo. Así que decidió llevarse a Brendan a la ciudad hasta que los cargos fueran retirados. 
Poco después de almorzar con Tony y Rachel, Gina regresó a la casa y encontró a Hugo angustiado y buscando a Brendan ya que había desaparecido, poco después Brendan cubierto de sangre encontró a Xavier y este lo llevó a la casa, al llegar Brendan les dijo que Hugo lo había golpeado, al inicio Gina y Xavier no le creyeron a Hugo cuando este les dijo que había sido un accidente así que decidió regresar a la ciudad con Brendan pero no antes de ver que sus hijos quedaran en buenos términos.
Gina regresó de nuevo a Bay cuando Brendan entró a un lugar para cuidados especiales y decidió quedarse de forma permanente, poco después quedó encantada cuando le ofrecieron el puesto de Directora de Summer Bay High. Poco después comenzó una relación con Ted Markson pero esta no duró, actualmente sale con John Palmer.
Poco después Xavier descubrió a su madre y a John juntos lo que ocasionó que Xavier explotara y se peleara con su madre, que terminó en que Gina sacó a Xavier de la casa. Más tarde John logró ganarse el afecto de Xavier incluso cuando John y su madre terminan él hace todo lo posible para que logre conquistar de nuevo a su madre. Poco después John y Gina comienzan a salir pero lo mantienen en secreto y Xavier cree que su madre está teniendo una aventura con otro hombre, por lo que se siente mal y decide contarle a John. Poco después se entera de que el otro hombre es John y Xavier queda encantado.
En noviembre del 2010 durante la boda de Bianca Scott con Vittorio Seca, Bianca decide no casarse con él al darse cuenta de que seguía amando a Liam, poco después Bianca y Liam huyen de la iglesia y Gina decide pedirle matrimonio a John y el acepta, antes de ir al altar John le pide a Xavier que sea su padrino de bodas y poco después la pareja se casa.
En abril del 2013 Gina murió luego de comenzar a tener dolores de cabeza y alucinaciones mientras se encontraba manejando y quedara inconsciente y muriera, lo que dejó destrozados a John y Jett quienes se encontraban en el coche con ella.